# Герб комуни Несше
Герб комуни Несше (швед. Nässjö kommunvapen) — символ шведської адміністративно-територіальної одиниці місцевого самоврядування комуни Несше. 

## Історія
Герб було розроблено для міста Несше. Отримав королівське затвердження 1918 року.    
Після адміністративно-територіальної реформи, проведеної в Швеції на початку 1970-х років, муніципальні герби стали використовуватися лишень комунами. Цей герб був 1971 року перебраний для нової комуни Несше.
Герб комуни офіційно зареєстровано 1974 року.

## Опис (блазон)
У золотому полі синя шестерня, у синій главі – три золоті ялинові шишки.

## Зміст
Шестерня символізує залізницю, судноплавство та промисловість. Ялинові шишки уособлюють лісове господарство та місцеву природу.